# Liste der Biografien/Van D
Liste der Biografien |
Portal Biografien |
D Personensuche
# |
A |
B |
C |
D |
E |
F |
G |
H |
I |
J |
K |
L |
M |
N |
O |
P |
Q |
R |
S |
T |
U |
V |
W |
X |
Y |
Z |
?
 
Va |
Vd |
Ve |
Vh |
Vi |
Vj |
Vl |
Vn |
Vo |
Vr |
Vs |
Vt |
Vu |
Vy
 
Vaa |
Vab |
Vac |
Vad |
Vae |
Vaf |
Vag |
Vah |
Vai |
Vaj |
Vak |
Val |
Vam |
Van |
Vap |
Vaq |
Var |
Vas |
Vat |
Vau |
Vav |
Vaw |
Vax |
Vay |
Vaz
 
Van A |
Van B |
Van C |
Van D |
Van E |
Van F |
Van G |
Van H |
Van I |
Van K |
Van L |
Van M |
Van N |
Van O |
Van P |
Van Q |
Van R |
Van S |
Van T |
Van U |
Van V |
Van W |
Van Y |
Van Z

Vana |
Vanb |
Vanc |
Vand |
Vane |
Vang |
Vanh |
Vani |
Vanj |
Vank |
Vanl |
Vanm |
Vann |
Vano |
Vanp |
Vanq |
Vanr |
Vans |
Vant |
Vanu |
Vanv |
Vanw |
Vany |
Vanz
Die Liste der Biografien führt alle Personen auf, die in der deutschsprachigen Wikipedia einen Artikel haben. Dieses ist eine Teilliste mit 266 Einträgen von Personen, deren Namen mit den Buchstaben „Van D“ beginnt.

## Van D

### Van Da
- Van Dael, Jelle (* 1990), belgische Sängerin und Moderatorin
- Van Daele, Franciskus (* 1947), belgischer Diplomat
- Van Dalen, Deobold (1911–1995), US-amerikanischer Erziehungswissenschaftler
- Van Dam, Gwen (1928–2024), US-amerikanische Filmschauspielerin
- Van Dam, José (* 1940), belgischer Opern- und Konzertsänger (Bassbariton)
- Van Dam, Joseph (1901–1986), belgischer Radrennfahrer
- Van Dam, Nicolette (* 1984), niederländische Schauspielerin, Moderatorin und Synchronsprecherin
- Van Dam, Rip (1660–1749), Gouverneur der britischen Kolonie New York
- Van Dam, Rob (* 1970), US-amerikanischer Wrestler und Filmschauspieler polnischer Abstammung
- Van Dam, Sarah (* 2001), kanadische Radrennfahrerin
- Van Damme, Albert (* 1940), belgischer Radrennfahrer
- Van Damme, Art (1920–2010), US-amerikanischer Jazz-Akkordeonist
- Van Damme, Ivo (1954–1976), belgischer Mittelstreckenläufer
- Van Damme, Jean-Claude (* 1960), belgischer SchauspielerJean-Claude Van Damme (* 1960)

Jean-Claude Van Damme (* 1960)

- Van Damme, Jelle (* 1983), belgischer Fußballspieler
- Van Damme, Maurice (* 1888), belgischer Fechter
- Van Damme, Robert (* 1969), tschechischer Pornodarsteller in homosexuellen Filmen
- Van Day, Amber (* 1996), britische Soulsängerin und Songwriterin

### Van De
- Van De Casteele, Camille (1902–1961), belgischer Radrennfahrer
- Van de Graaff, Robert Jemison (1901–1967), US-amerikanischer Physiker
- Van De Kerckhove, Bernard (1941–2015), belgischer Radrennfahrer
- van de Kieft, Co (1918–2008), niederländischer Historiker, Mediävist und Lexikograf
- Van de Mieroop, Marc (* 1956), belgischer Altorientalist
- Van de Moortel, Mathilde (* 1984), französische Filmeditorin
- Van de Paar, Jarne (* 2000), belgischer Radrennfahrer
- Van de Peer, Vicky (* 2001), belgische Tennisspielerin
- Van De Perck, Louis (1889–1953), belgischer Bogenschütze
- Van De Rijse, Roland (* 1942), belgischer Radrennfahrer
- Van de Sompel, Herbert (* 1957), belgischer Bibliothekar, Informatiker und Musiker
- Van de Steene, Kim (* 1986), belgische Radrennfahrerin
- Van de Velde, Arno (* 1995), belgischer Volleyballspieler
- Van de Velde, Henry (1863–1957), belgischer Maler, Architekt und DesignerHenry van de Velde (1863–1957)

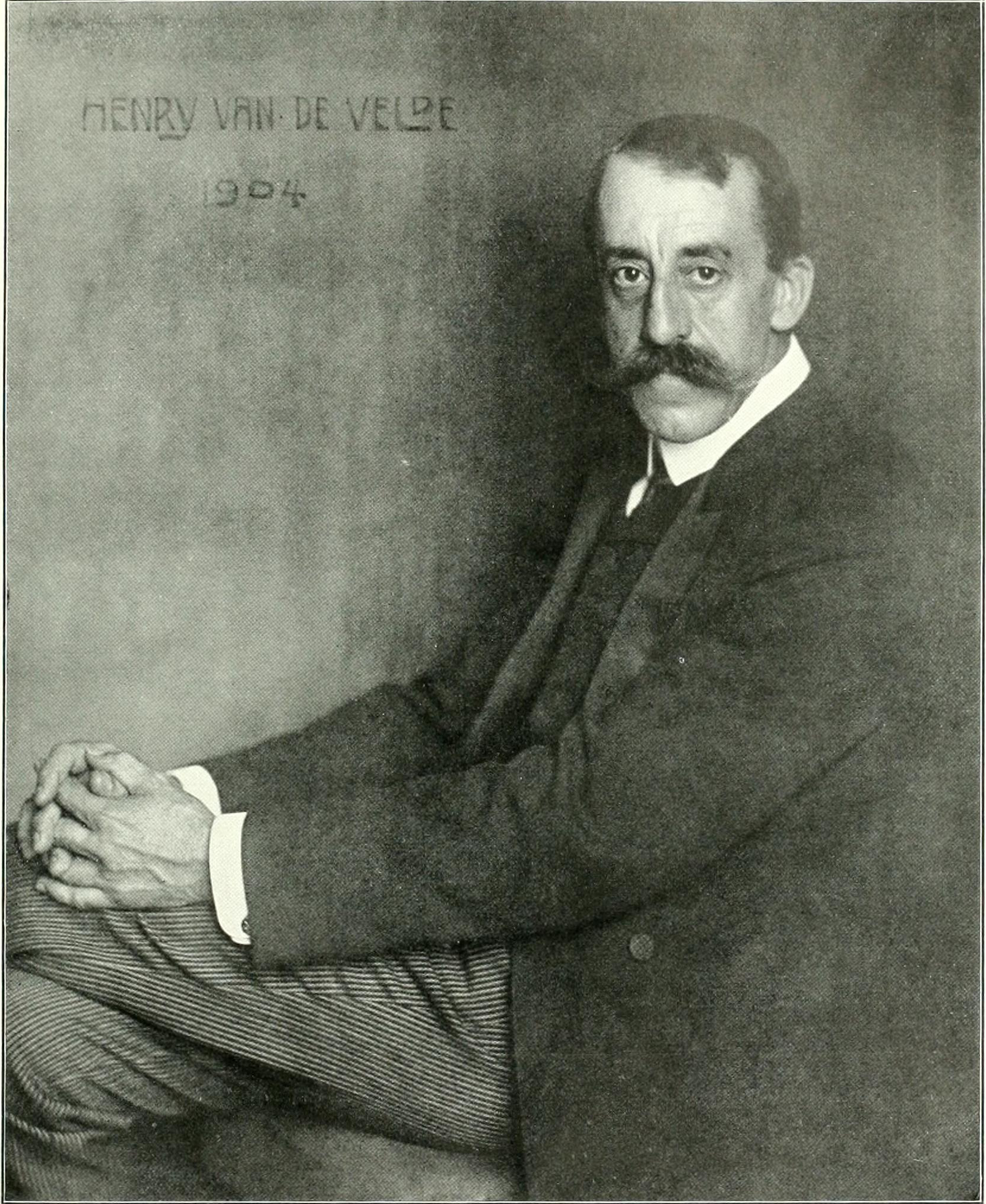
Henry van de Velde (1863–1957)

- Van de Velde, Jean (* 1966), französischer Golfer
- Van de Velde, Jimmy, französischer House-DJ und Produzent
- Van de Velde, Julie (* 1993), belgische Radrennfahrerin
- Van de Velde, Nele (1897–1965), belgische Malerin, Zeichnerin und Holzschneiderin
- Van de Velde, Robbe (* 2002), belgischer Volleyballspieler
- Van de Velde, Ward (1930–2010), belgischer Radrennfahrer
- Van de Ven, Hans (* 1958), britischer Historiker und Sinologe
- Van De Vijver, Arthur (1948–1992), belgischer Radsportler
- Van De Vijver, Frank (* 1962), belgischer Radrennfahrer
- Van De Vijver, Ronny (1945–2021), belgischer Radrennfahrer
- Van de Vijvere, Aloys (1871–1961), belgischer Politiker und Premierminister
- Van de Voorde, Willem (* 1964), belgischer Diplomat
- Van de Vyver, Augustine (1844–1911), belgischer Geistlicher, Bischof von Richmond
- Van de Vyver, Ilka (* 1993), belgische Volleyballspielerin
- Van De Walle, Jurgen (* 1977), belgischer Radrennfahrer
- Van de Werve de Vorsselaer, André (1908–1984), belgischer Florettfechter
- Van De Wiele, Jan (* 1948), belgischer Radrennfahrer
- Van de Wiele, Jef (1903–1979), flämischer Nationalist
- Van De Wouwer, Kurt (* 1971), belgischer Radrennfahrer
- Van de Wynkele, Lorenz (* 2001), belgischer Radrennfahrer
- Van Deerlin, Lionel (1914–2008), US-amerikanischer Journalist und Politiker (Demokratische Partei)
- Van Deman, Esther Boise (1862–1937), US-amerikanische Archäologin
- Van Den Abbeele, Nicky (* 1994), belgische Fußballspielerin
- Van den Abeele, Cyriel (1875–1946), belgischer Organist und Komponist
- Van den Abeele, Hendrik (1869–1931), belgischer Organist, Chorleiter, Komponist und Musikpädagoge
- Van den Acker, Jan (1836–1881), belgischer Violinist, Dirigent und Komponist
- Van Den Begin, Peter (* 1964), belgischer Schauspieler und Drehbuchautor
- van den Bemden, Maurice (1891–1967), belgischer Tennis- und Hockeyspieler
- Van den Berg, Lodewijk (1932–2022), US-amerikanischer Wissenschaftler und Astronaut
- van den Berg, Loek (* 1996), niederländischer Jazzmusiker (Saxophon, Komposition)
- Van den Bergh, Dimitri (* 1994), belgischer DartspielerDimitri Van den Bergh (* 1994)

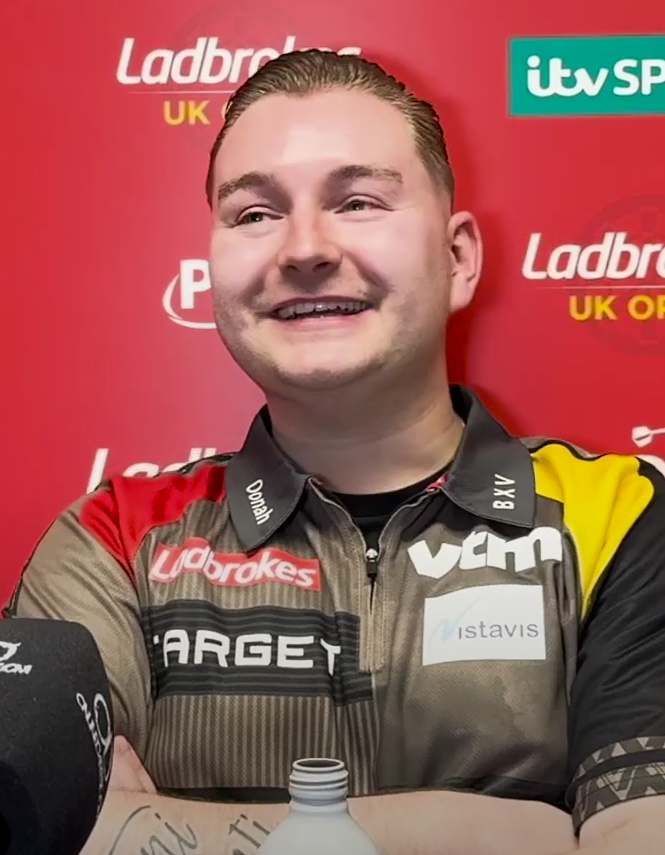
Dimitri Van den Bergh (* 1994)

- Van den Bergh, Michel (* 1960), belgischer Mathematiker
- Van den Berghe, François (1907–1976), belgischer Ordensgeistlicher, römisch-katholischer Bischof von Budjala
- Van den Berghe, Frits (1883–1939), belgischer Maler
- Van den Berghe, Paul (* 1933), belgischer Geistlicher, Altbischof von Antwerpen
- van den Berghe, Pierre L. (1933–2019), belgisch-US-amerikanischer Soziologe
- Van Den Born, Charles (1874–1958), belgischer Bahnradsportler, französischer Flugpionier
- Van den Borren, Charles (1874–1966), belgischer Musikwissenschaftler
- Van den Bosch, Agnello (1883–1945), belgischer katholischer Ordensgeistlicher und NS-Opfer
- Van den Bosch, Alphonse Marie (1894–1973), belgischer Ordensgeistlicher, römisch-katholischer Bischof von Matadi
- Van den Bosch, Emanuel Alphonsus (1854–1921), belgischer Ordensgeistlicher und römisch-katholischer Erzbischof von Agra
- Van Den Bosch, Frans (* 1934), belgischer Radrennfahrer
- Van Den Bosch, Jean (1898–1985), belgischer Radrennfahrer
- Van den Bosch, Jean (1910–1985), belgischer Diplomat
- Van Den Bosch, Tom (* 1985), belgischer Cyclocrossfahrer
- Van Den Bosch, Zeno (* 2003), belgischer Fußballspieler
- Van Den Bossche, Alain (* 1965), belgischer Radrennfahrer
- Van den Bossche, Bart (1964–2013), belgischer Sänger und Moderator
- Van den Bossche, Eugène (1892–1962), belgischer Autorennfahrer
- Van Den Bossche, Fabio (* 2000), belgischer Radrennfahrer
- Van den Bossche, Freya (* 1975), belgische Politikerin
- Van Den Bossche, Georges (1892–1966), belgischer Ruderer
- Van den Bossche, Luc (* 1947), belgischer Politiker
- Van Den Bossche, Martin (* 1941), belgischer Radrennfahrer
- Van Den Bossche, Oscar (1888–1951), belgischer Ruderer
- Van den Bossche, Peter (* 1959), belgischer Wirtschaftsjurist, Hochschullehrer und internationaler Richter
- Van Den Bossche, Willy (* 1949), belgischer Bogenschütze
- Van den Brande, Alfons (1928–2016), belgischer Radrennfahrer
- Van den Brande, Luc (* 1945), belgischer Politiker (CD&V)
- Van Den Broeck, Charles, belgischer Tauzieher
- Van den Broeck, Charlotte (* 1991), belgische Lyrikerin
- Van den Broeck, Hélène (1765–1826), Kapuzinerin, Trappistin und Priorin in Deutschland und Frankreich
- Van Den Broeck, Jurgen (* 1983), belgischer Radrenn- & Autorennfahrer
- Van den Broeck, Nele (* 1985), belgische Sängerin
- Van Den Broeck, Nicole (1946–2017), belgische Radrennfahrerin
- Van den Broeck, Paul (1904–1972), belgischer Wintersportler
- Van den Broek, Marc (* 1953), belgischer Maler und Bildhauer
- Van den Bruel, Laura (* 1995), belgische Sängerin
- Van den Bulcke, Henri (1889–1947), belgischer Eishockeyspieler und -funktionär
- Van den Bussche, Alexandre (1535–1585), flämischer Schriftsteller französischer Sprache
- Van Den Bussche, Charles (1876–1958), belgischer Segler
- Van den Bussche, Hendrik (1945–2023), deutsch-belgischer Mediziner und Medizinhistoriker
- Van den Driessche, Carlos (1901–1972), belgischer Eishockeyspieler und Ruderer
- Van Den Driessche, Femke (* 1996), belgische RadsportlerinFemke Van Den Driessche (* 1996)

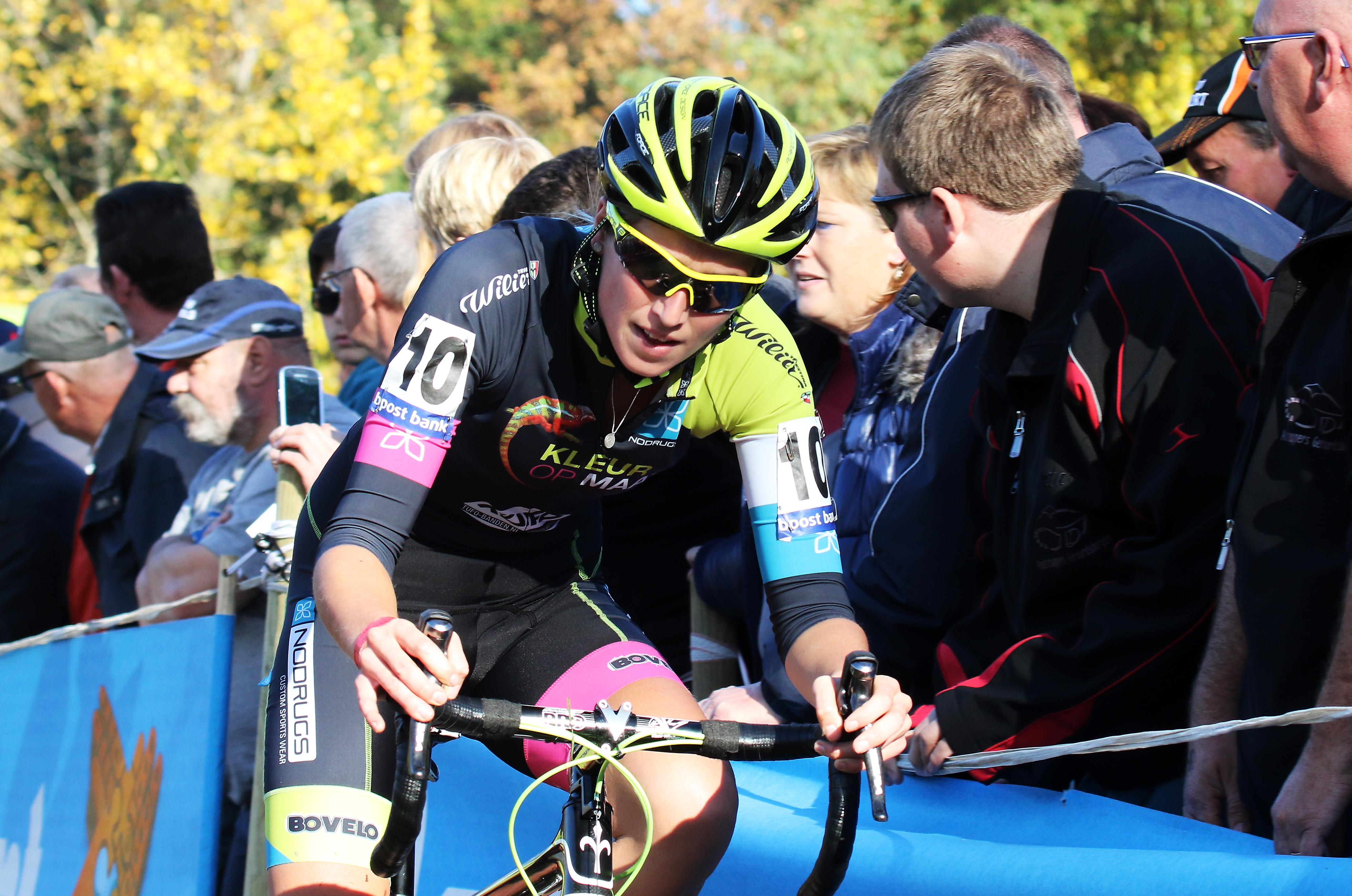
Femke Van Den Driessche (* 1996)

- Van den Driessche, Frédéric (* 1956), französischer Theater- und Filmschauspieler, Synchronsprecher und Drehbuchautor
- Van den Driessche, Pauline (* 1941), britisch-kanadische Mathematikerin
- Van den Durpel, Chris (* 1960), belgischer Schauspieler, Synchronsprecher, Komiker und Drehbuchautor
- Van den Ende, Walther (* 1947), belgischer Kameramann
- Van den Eynde, Willy (* 1943), belgischer Radrennfahrer
- Van Den Haute, Ferdi (* 1952), belgischer Radrennfahrer
- Van Den Hauwe, Pat (* 1960), walisischer FußballspielerPat Van Den Hauwe (* 1960)

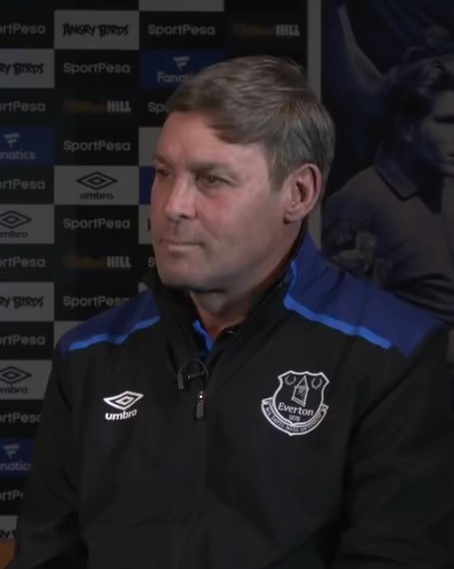
Pat Van Den Hauwe (* 1960)

- van den Hecke, Jan I († 1684), flämischer Maler
- Van Den Heede, Jean-Luc (* 1945), französischer Sportsegler
- Van den Herrewegen, Jan (* 1993), belgischer Squashspieler
- Van den Heuvel, Jules (1854–1926), belgischer Politiker und Hochschullehrer
- Van Den Kerkhof, Kevin (* 1996), französisch-algerischer Fußballspieler
- Van Den Meersschaut, Odiel (1919–1993), belgischer Radrennfahrer
- Van den Neste, Leopold (1942–2006), belgischer Radrennfahrer
- Van den Ouwelant, Charles (1911–2003), belgischer Ordensgeistlicher, Bischof von Surigao
- Van den Plas, Camille (1850–1902), belgischer Verwaltungsbeamter und Kolonialadministrator
- Van den Plas, Nicole (* 1943), belgische Künstlerin
- Van Den Spiegel, Tomas (* 1978), belgischer Basketballspieler
- Van den Steen, André (1956–1980), belgischer Radrennfahrer
- Van Den Wijngaert, Frans (* 1950), belgischer Fußballschiedsrichter
- Van Den Wyngaert, Christine (* 1952), belgische Rechtswissenschaftlerin und Richterin
- Van Denburgh, John (1872–1924), US-amerikanischer Herpetologe
- Van der Aa, Liesa (* 1986), belgische Schauspielerin, Violinistin, Musikerin, Sängerin, Songwriterin und Komponistin
- Van Der Beek, James (* 1977), US-amerikanischer Schauspieler
- Van der Bellen, Alexander (* 1944), österreichischer Wirtschaftswissenschaftler und Politiker (Die Grünen), Abgeordneter zum Nationalrat a. D.Alexander Van der Bellen (* 1944)

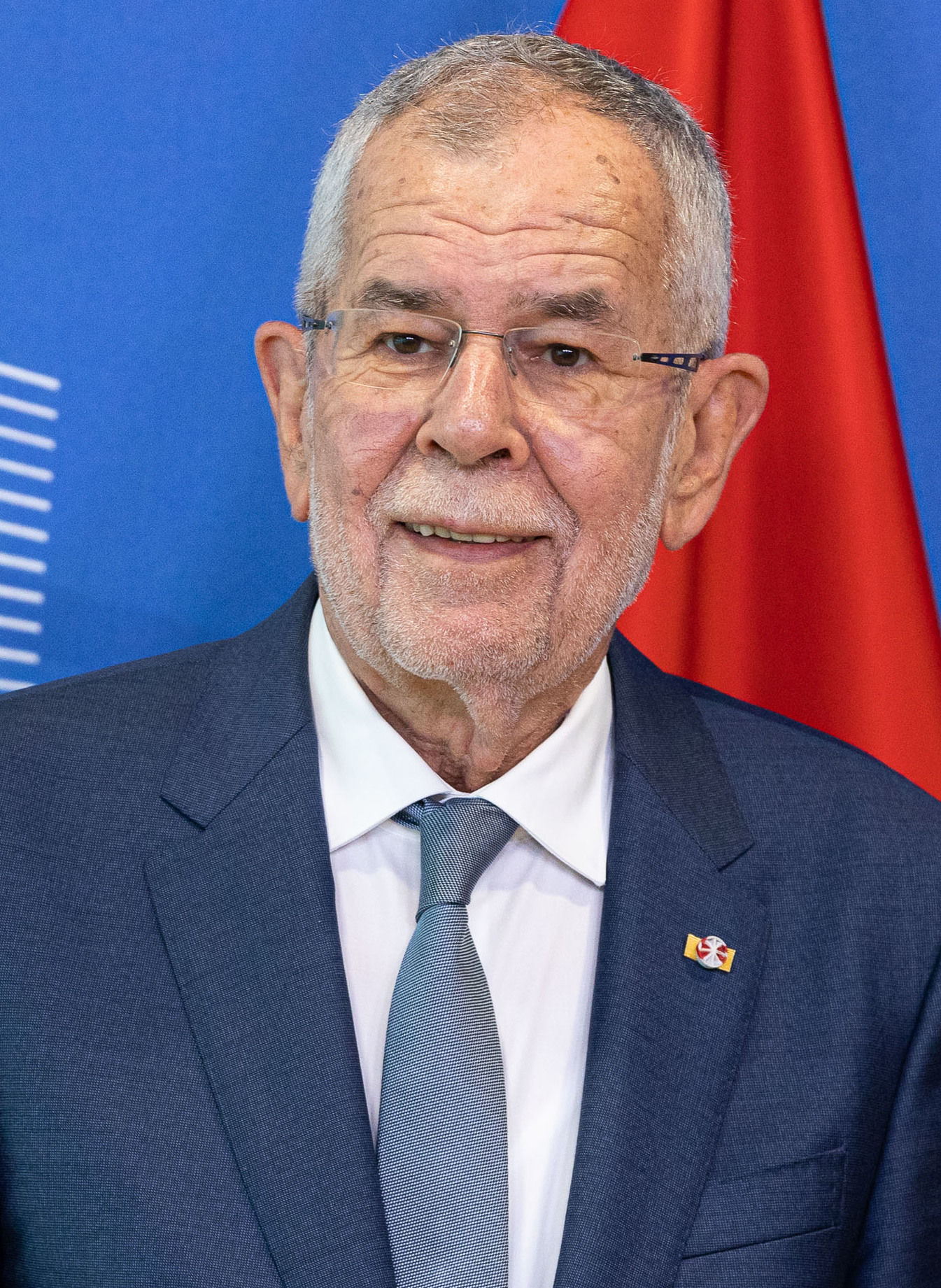
Alexander Van der Bellen (* 1944)

- Van der Brempt, Ignace (* 2002), belgischer Fußballspieler
- van der Burg, Johan († 1640), Gouverneur von Niederländisch-Formosa
- Van der Cruyssen, Charles (1874–1955), belgischer Unternehmer, Kriegsfreiwilliger und Abt des Trappistenklosters Orval
- Van der Elst, Cédric (* 1980), belgischer Fußballspieler
- Van der Elst, François (1954–2017), belgischer Fußballspieler
- Van der Elst, Frans (1920–1997), belgischer Politiker
- Van der Elst, Joseph (1896–1971), belgischer Diplomat
- Van der Elst, Léon (1856–1933), belgischer Diplomat
- Van der Eyken, Ernest (1913–2010), belgischer Komponist, Dirigent und Bratschist
- van der Flier, Josh (* 1993), irischer Rugbyspieler
- Van der Geld, Tom (* 1947), amerikanischer Malletspieler des Modern Jazz
- Van der Gucht, Eva (* 1977), flämische Schauspielerin
- Van der Gulik, David (* 1983), kanadischer Eishockeyspieler
- Van der Helst, Etienne (* 1953), belgischer Radrennfahrer
- Van der Heyden, Peter (* 1976), belgischer Fußballspieler
- Van der Heyden, Siebe (* 1998), belgischer FußballspielerSiebe Van der Heyden (* 1998)

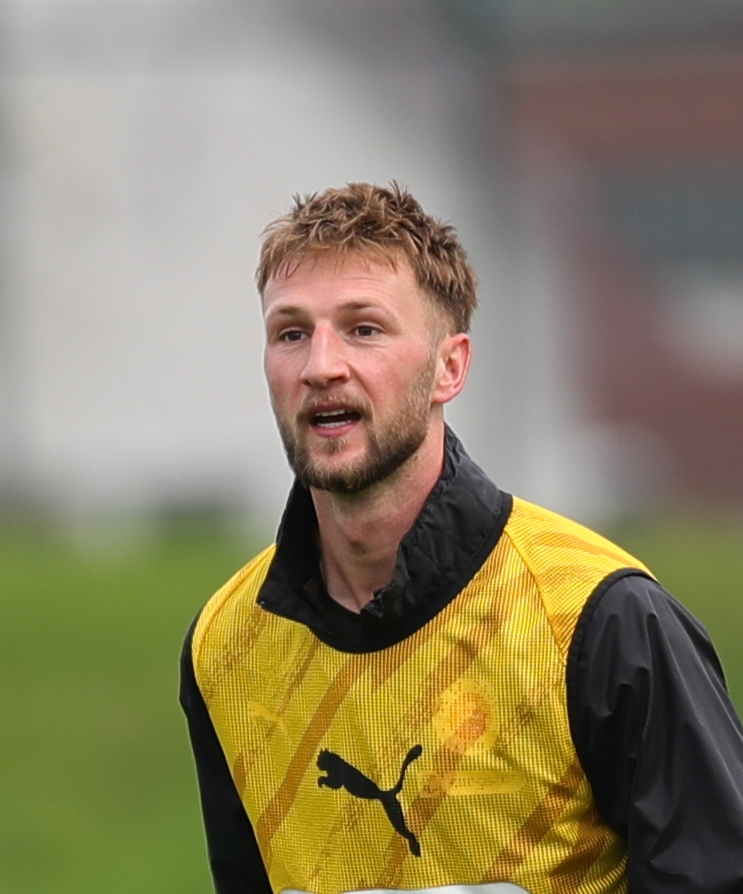
Siebe Van der Heyden (* 1998)

- Van der Heyden, Stéphane (* 1969), belgischer Fußballspieler
- van der Horst, Aliona (* 1970), niederländische Dokumentarfilmerin und Regisseurin
- van der Horst, Fredrik (* 1989), norwegischer Eisschnellläufer
- Van der Linden, Eric (* 1974), belgischer Triathlet
- Van der Linden, Lode (1888–1960), belgischer Maler und Architekt
- Van Der Linden, Ludo (1951–1983), belgischer Radrennfahrer
- Van Der Linden, Wesley (* 1982), belgischer Radrennfahrer
- Van der Maar, Bénédicte (* 1968), französische Kunstfotografin
- Van der Meersch, Maxence (1907–1951), französischer Schriftsteller
- van der Merwe, Peter (1937–2013), südafrikanischer Cricketspieler
- van der Meulen Rodgers, Yana (* 1966), niederländisch-US-amerikanische Wirtschaftswissenschaftlerin und Hochschullehrerin
- Van Der Motte, Jean-François (1913–2007), belgischer Radrennfahrer
- van der Noot, Johann Theodor (1769–1843), luxemburgischer römisch-katholischer Geistlicher, erster Apostolischer Administrator/Vikar von Luxemburg
- Van der Ouderaa, Pierre Jean (1841–1915), belgischer Maler religiöser und historischer Motive und Porträts
- van der Pijl, Pleun (* 2003), niederländische Volleyballspielerin
- Van Der Plaetsen, Thomas (* 1990), belgischer Leichtathlet
- van der Plank, Wendy, britische Schauspielerin
- Van der Poel, Aaron (1799–1870), US-amerikanischer Jurist und Politiker
- Van der Poele, Georges (1868–1944), belgischer Reiter
- Van der Roost, Jan (* 1956), belgischer Komponist und Dirigent im Bereich der Blasmusik
- Van der Ryn, Ethan (* 1962), US-amerikanischer Tontechniker
- Van der Ryn, Sim (1935–2024), US-amerikanischer Architekt
- Van der Sande, Tosh (* 1990), belgischer RadrennfahrerTosh Van der Sande (* 1990)

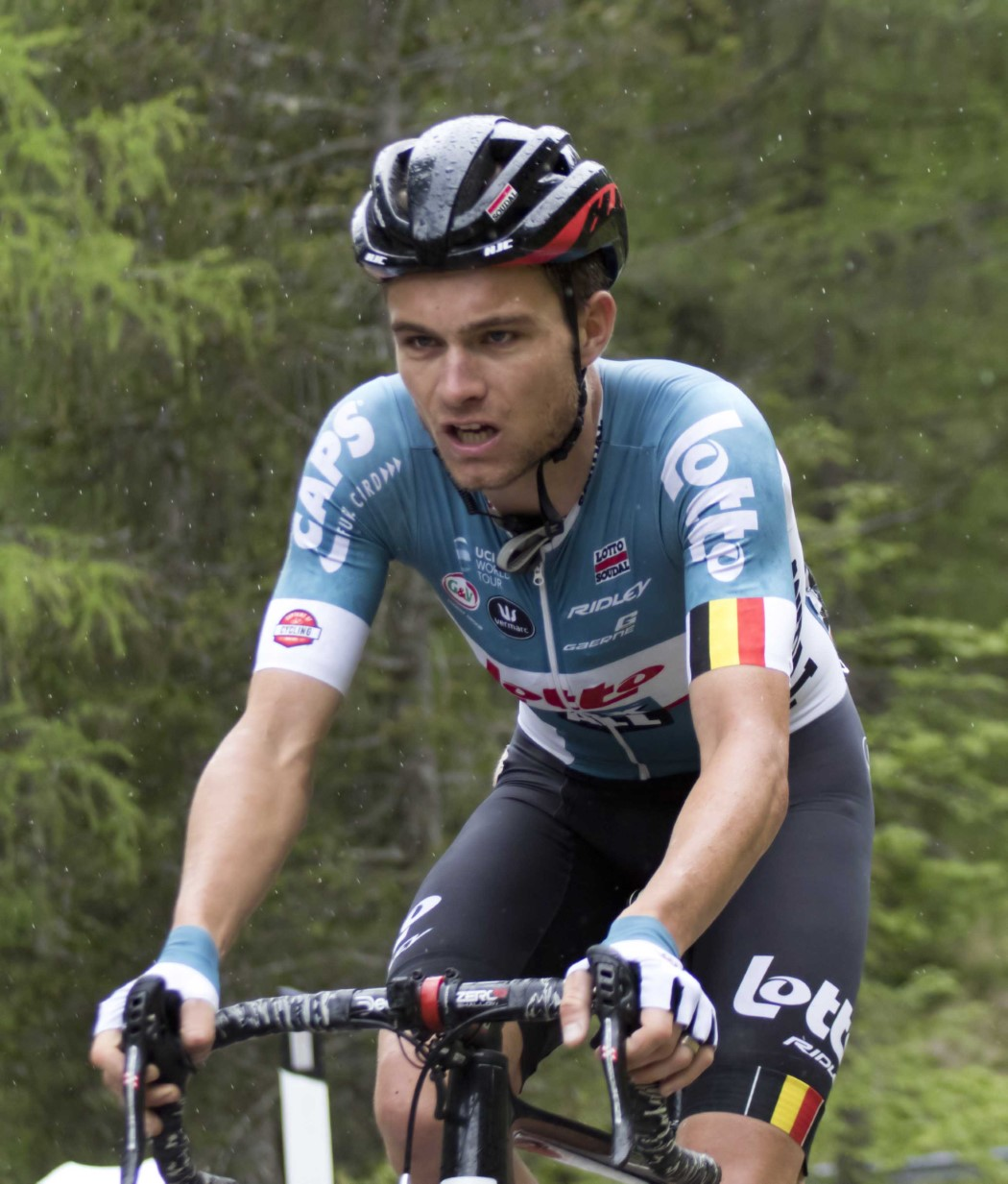
Tosh Van der Sande (* 1990)

- Van Der Slagmolen, Marcel (* 1952), belgischer Radrennfahrer
- Van der Sloten, Karel (1848–1930), belgischer Komponist
- Van der Smissen, Alfred (1823–1895), belgischer GeneralAlfred van der Smissen (1823–1895)

Alfred van der Smissen (1823–1895)

- Van der Smissen, Jacques (1788–1856), belgischer General
- Van der Straeten, Georges (1856–1941), belgischer Bildhauer
- Van der Straeten, Hervé (* 1965), französischer Designer für Möbel
- Van der Straeten, Tinne (* 1978), belgische Politikerin
- Van der Straten Waillet, François-Xavier (1910–1998), belgischer Politiker und Diplomat
- Van der Straten-Ponthoz, Gabriel Auguste (1812–1900), belgischer Diplomat
- Van der Stricht, Geert (* 1972), belgischer Schachspieler
- Van der Stucken, Frank (1858–1929), US-amerikanischer Komponist und Dirigent
- Van der Veer, Frank (1921–1982), US-amerikanischer Künstler
- Van der Veer, Willard (1894–1963), US-amerikanischer Regisseur, Drehbuchautor und Kameramann
- Van der Velde, Nadine (* 1962), kanadische Schauspielerin, Drehbuchautorin und Filmproduzentin
- Van der Vieren, Etienne (* 1943), belgischer Radrennfahrer
- Van der Vlis, Diana (1935–2001), kanadische Schauspielerin
- Van der Walt, Jessica (* 1995), australische Squashspielerin
- Van der Weel, Zoe (* 1990), britische Handballspielerin
- Van der Weken, Patrizia (* 1999), luxemburgische Sprinterin
- Van Der Werf, Bo (* 1969), belgischer Jazzmusiker (Baritonsaxophon, Klarinette, Komposition), auch Filmschaffender
- Van der Werff, Amelia (* 2002), US-amerikanische Volleyballspielerin
- Van der Westhuysen, Hannah (* 1995), englisch-südafrikanische Film- und Theaterschauspielerin
- van der Westhuyzen, Jean (* 1998), australischer Kanute
- Van der Westhuyzen, Pierre (* 2003), australischer Kanute
- Van der Woude, Teresa (* 1963), US-amerikanische Schauspielerin und Model
- Van Der Wouwer, Jean (* 1910), belgischer Eishockeyspieler
- Van Der Zee, James (1886–1983), US-amerikanischer Fotograf
- Van Derbur, Marilyn (* 1937), US-amerikanische Schriftstellerin und Motivationssprecherin
- Van Derrick, Johnny (1926–1995), britischer Jazzgeiger
- Van Dessel, Johan (* 1952), belgischer Diplomat
- Van Dessel, Lode (1909–1993), belgisch-amerikanischer Komponist und Organist
- Van Dessel, Wout (* 1974), belgischer DJ und Dance-Produzent
- Van Devanter, Willis (1859–1941), US-amerikanischer Politiker und Richter
- Van Devere, Trish (* 1943), US-amerikanische Schauspielerin

### Van Di
- Van Dien, Casper (* 1968), US-amerikanischer Schauspieler und RegisseurCasper Van Dien (* 1968)

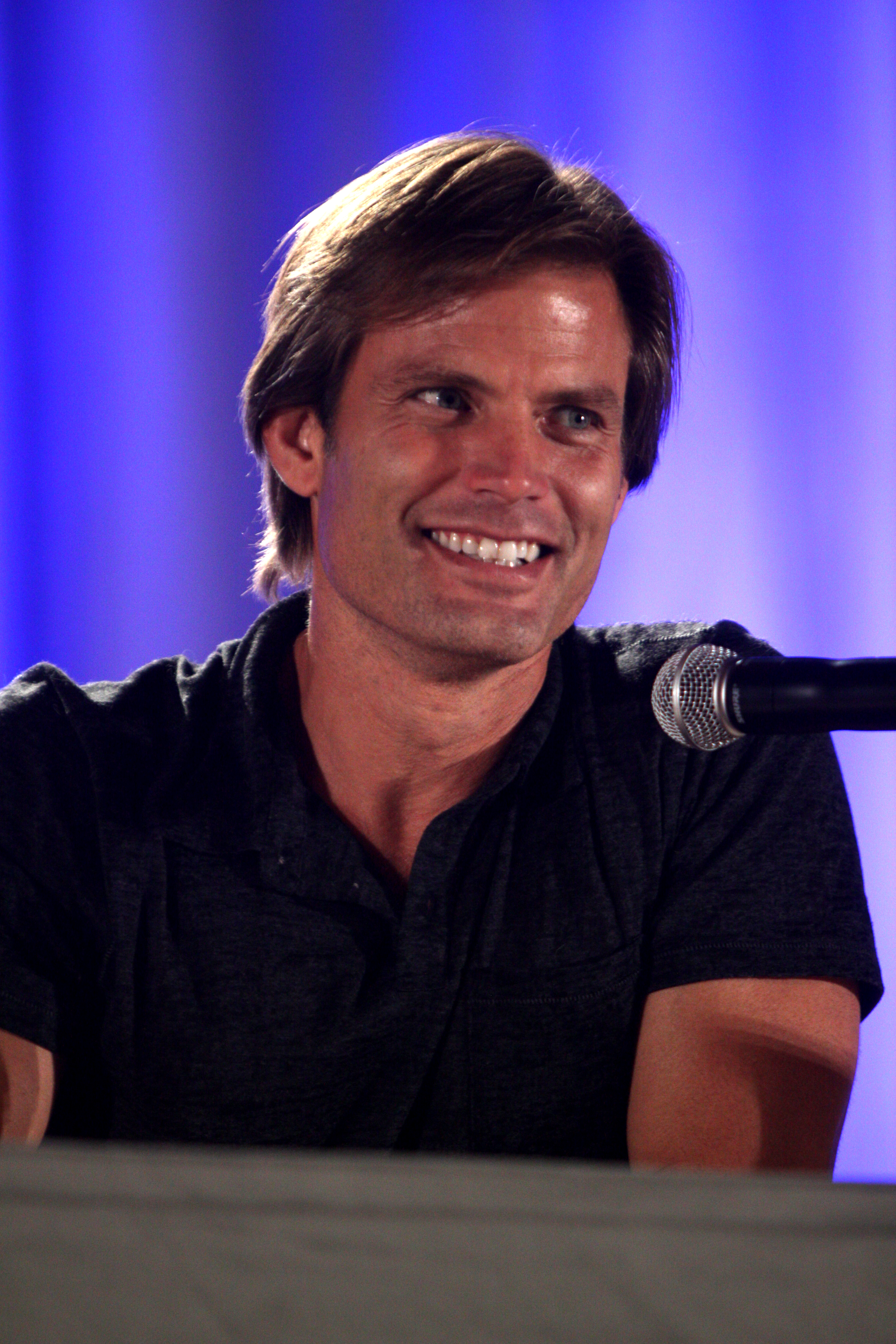
Casper Van Dien (* 1968)

- Van Dien, Grace (* 1996), US-amerikanische Schauspielerin
- Van Diest, Isala (1842–1916), belgische Medizinerin und Frauenrechtlerin
- Van Dievoet, August (1803–1865), belgischer Rechtshistoriker, Richter und Rechtsanwalt
- Van Dievoet, Emile (1886–1967), belgischer Politiker
- Van Dievoet, Eugène (1862–1937), belgischer Architekt in der Zeit des Art déco
- Van Dievoet, Gabriel (1875–1934), belgischer Maler
- Van Dievoet, Germaine (1899–1990), belgische Schwimmerin
- Van Dievoet, Henri (1869–1931), belgischer Architekt
- Van Dievoet, Peter (1661–1729), Bildhauer
- Van Dijck, Edward (1918–1977), belgischer Radsportler
- Van Dijck, William (* 1961), belgischer Hindernisläufer

### Van Do
- van Doesburgh, Jean-Michel (* 1985), südafrikanischer Eishockeyspieler und -trainer
- Van Dooren, Paul (* 1950), belgischer Mathematiker
- Van Doorselaer, Charles (1894–1972), belgischer Radrennfahrer
- Van Doren Stern, Philip (1900–1984), US-amerikanischer Autor und Historiker
- Van Doren, Arthur (* 1994), belgischer Hockeyspieler
- Van Doren, Charles (1926–2019), US-amerikanischer Quiz-Show-Kandidat
- Van Doren, Loic (* 1996), belgischer Hockeyspieler
- Van Doren, Mamie (* 1931), US-amerikanische Schauspielerin und SängerinMamie Van Doren (* 1931)

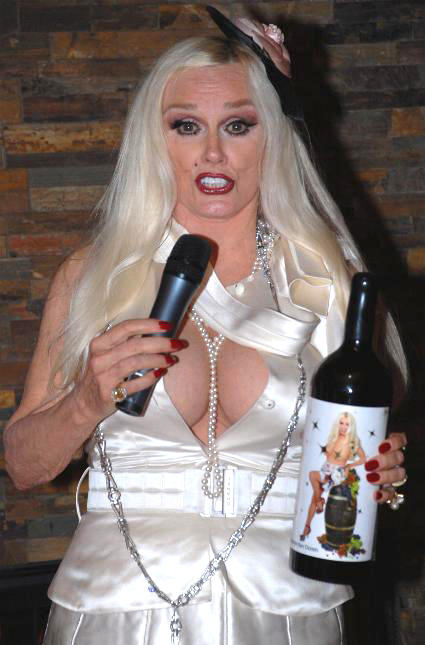
Mamie Van Doren (* 1931)

- Van Doren, Mark (1894–1972), US-amerikanischer Dichter, Schriftsteller und Literaturkritiker
- Van Dormael, Jaco (* 1957), belgischer Regisseur und Autor für Film und Theater
- Van Dormael, Pierre (1952–2008), belgischer Jazz-Gitarrist
- Van Dorn, Earl (1820–1863), Generalmajor der Konföderation im Amerikanischen Bürgerkrieg
- Van Dorp, Tony (1936–2010), US-amerikanischer Wasserballspieler
- Van Dover, Cindy Lee (* 1954), US-amerikanische Meeresbiologin mit Schwerpunkt Tiefsee

### Van Dr
- Van Drew, Jeff (* 1953), US-amerikanischer Politiker
- Van Driessche, Christiaan (* 1944), belgischer Diplomat
- Van Druten, John (1901–1957), britisch-niederländisch-US-amerikanischer Bühnenschriftsteller und Drehbuchautor

### Van Du
- Van Dulken, Russel (* 1999), kanadischer E-Sportler
- Van Dúnem, Fernando José de França Dias (1934–2024), angolanischer Politiker und Diplomat
- Van Dunem, Francisca (* 1955), angolanisch-portugiesische Juristin und Politikerin
- Van Dusen, Chris, amerikanischer Drehbuchautor, Filmproduzent und Serienschöpfer
- Van Duyn, Mona (1921–2004), US-amerikanische Dichterin
- Van Duyne, Beth (* 1970), US-amerikanische Politikerin der Republikanischen Partei
- Van Duyne, Justin (* 1981), US-amerikanischer Basketballschiedsrichter
- Van Duysen, Hannes (* 2004), belgischer Sportkletterer
- Van Duzer, Clarence D. (1864–1947), US-amerikanischer Politiker

### Van Dy
- Van Dyck, Ernest (1861–1923), belgischer Journalist, Autor und Opernsänger (Tenor)
- Van Dyck, Frans (1923–2018), belgischer Jazz- und Unterhaltungsmusiker (Posaune, Komposition, Arrangement)
- Van Dyck, Jeff (* 1969), kanadischer Komponist für Videospiele
- Van Dyck, Karen (* 1961), US-amerikanische Neogräzistin
- Van Dyck, Tom (* 1967), belgischer Jazzsaxophonist
- Van Dyk, Reed, US-amerikanischer Filmproduzent, Filmregisseur und Drehbuchautor im Bereich Kurzfilm
- Van Dyke, Barry (* 1951), US-amerikanischer SchauspielerBarry Van Dyke (* 1951)

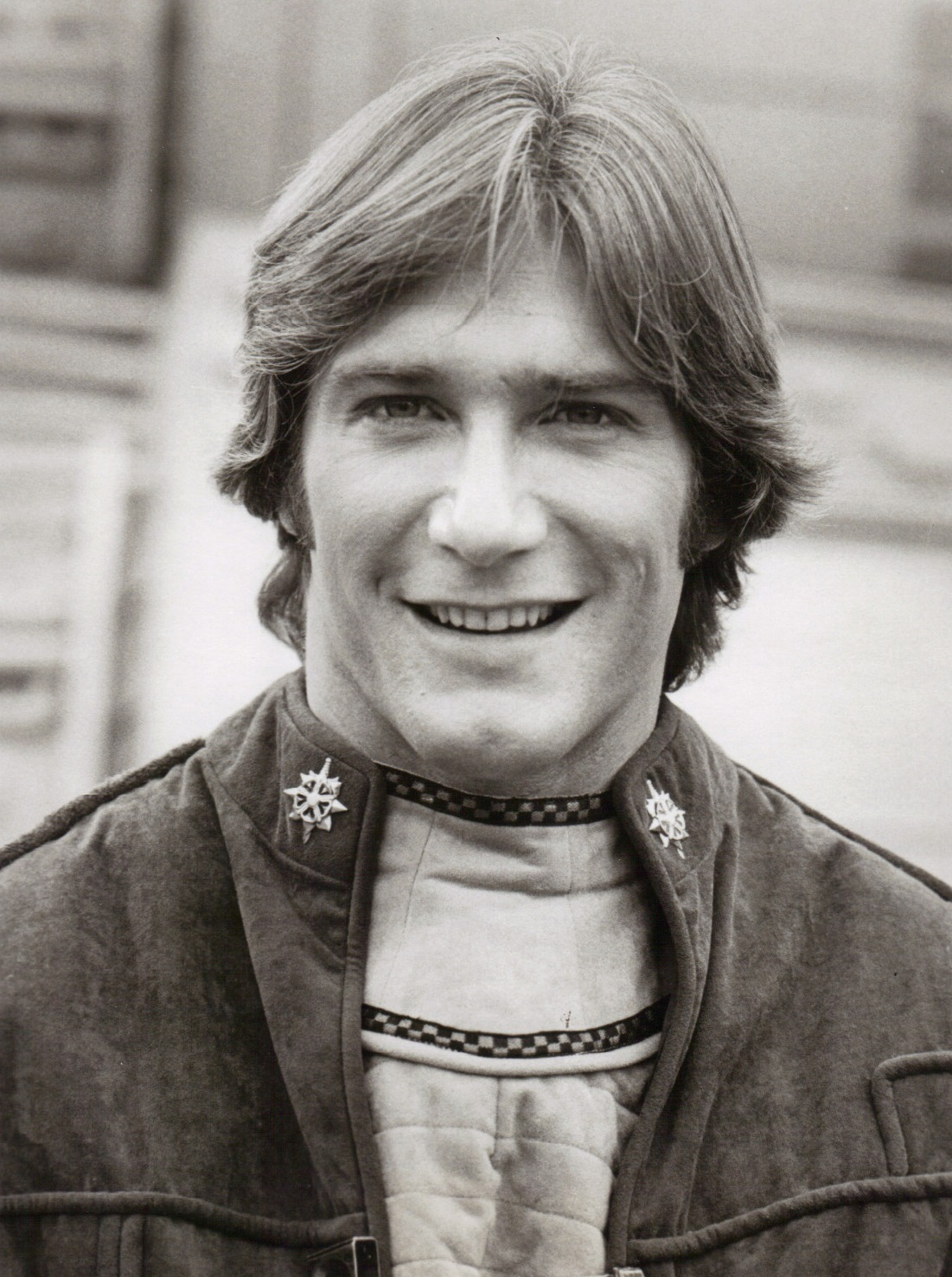
Barry Van Dyke (* 1951)

- Van Dyke, Carey (* 1976), US-amerikanischer Schauspieler und Drehbuchautor
- Van Dyke, Carl (1881–1919), US-amerikanischer Politiker
- Van Dyke, Dick (* 1925), US-amerikanischer Fernseh- und FilmschauspielerDick Van Dyke (* 1925)

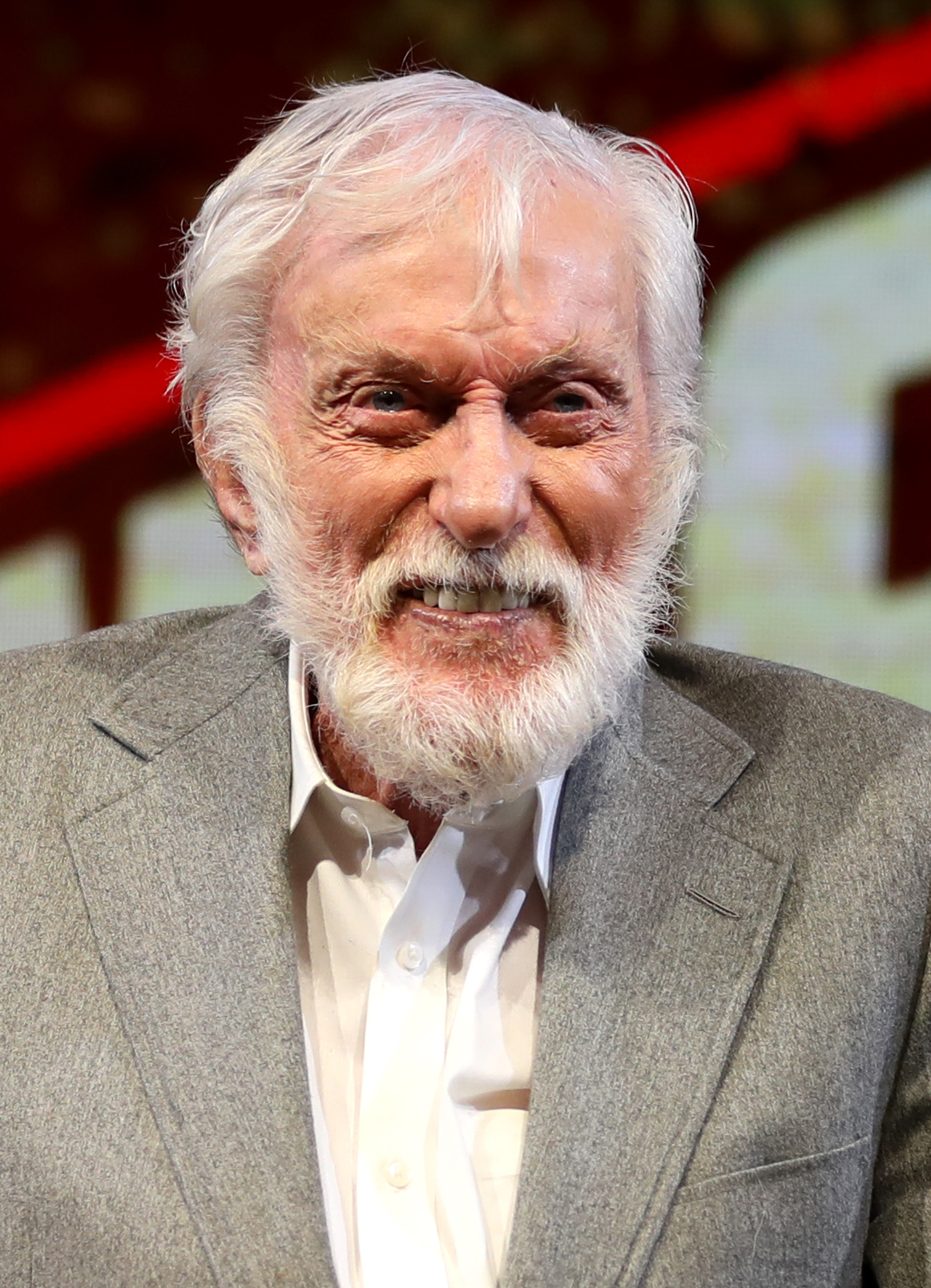
Dick Van Dyke (* 1925)

- Van Dyke, Earl (1930–1992), amerikanischer Pianist und Multi-Instrumentalist
- Van Dyke, Henry (1852–1933), US-amerikanischer Geistlicher, Dichter und Diplomat
- Van Dyke, Jerry (1931–2018), US-amerikanischer Komiker und Filmschauspieler
- Van Dyke, John (1807–1878), US-amerikanischer Jurist und Politiker
- Van Dyke, Leroy (* 1929), US-amerikanischer Country-Sänger und Songwriter
- Van Dyke, Nicholas junior (1770–1826), britisch-amerikanischer Anwalt und Politiker (Föderalistische Partei)
- Van Dyke, Nicholas senior (1738–1789), US-amerikanischer Anwalt und Politiker
- Van Dyke, Phillip (* 1984), US-amerikanischer Schauspieler und Synchronsprecher
- Van Dyke, Ruth M., US-amerikanische Archäologin und Anthropologin
- Van Dyke, Shane (* 1979), US-amerikanischer Drehbuchautor, Regisseur, Schauspieler
- Van Dyke, Vernon (1912–1998), US-amerikanischer Politikwissenschaftler
- Van Dyke, W. S. (1889–1943), US-amerikanischer Filmregisseur
- Van Dyke, Willard (1906–1986), US-amerikanischer Fotograf und Filmemacher
- Van Dyken, Amy (* 1973), US-amerikanische Schwimmerin